# Spöl
Le Spöl ou Aqua Granda est une rivière dont la source se trouve dans une petite vallée entre Livigno et le Forcola di Livigno (col de Livigno) et qui se jette dans l'Inn au niveau de Zernez et donc un sous-affluent du Danube.

## Description
Elle coule sur quelques kilomètres dans la vallée de Livigno, en Italie, puis traverse le village de Livigno et se jette dans le lac. Ce lac est pourvu d'un barrage et d'une usine hydraulique, qui régule le cours de la rivière selon les besoins énergétiques du moment. La construction de ce barrage a d'ailleurs créé la polémique car il se situe à la frontière du Parc national suisse et la modification du cours de la rivière ainsi que la construction du barrage ont été jugés contraires au règlement du parc. Après le barrage qui marque également la frontière italo-suisse, le Spöl se réduit à un mince filet d'eau d'un beau bleu-vert, qui coule lentement au fond d'une gorge, en contrebas de la route de l'Ofenpass qui relie Zernez à Santa Maria et à Livigno via le tunnel de Livigno. Elle se jette dans l'Inn à Zernez.

## Affluents
Elle est alimentée par de petits torrents tels que l'Ova Acqua, l'Ova Stabelchod, l'Ova dal Botsch, l'Ova dal Fuorn ou l'Ova Cluozza.
Le Spöl abrite notamment des truites farios et des cincles plongeurs.